# Новоподольское (Одесская область)
Новоподольское (укр. Новоподільське) — село, относится к Березовскому району Одесской области Украины. Расположено на истоках ручья Старая Донская.
Основано в качестве еврейской земледельческой колонии.
Население по переписи 2001 года составляло 254 человека. Почтовый индекс — 67332. Телефонный код — 4856. Занимает площадь 1,459 км². Код КОАТУУ — 5121283403.

## Местный совет
67330, Одесская обл., Березовский р-н, с. Новосёловка, ул. Новая, 77а